# Karen Kingsbury
Karen Kingsbury (Fairfax (Virginia), 8 juni 1963) is een Amerikaanse schrijfster van christelijke romans.

## Levensloop
Kingsbury was de oudste van vijf kinderen. Haar vader werkte bij IBM, waardoor het gezin vaak verhuisde. Kingsbury rondde in 1986 een studie journalistiek af aan de California State University - Northridge. Vervolgens werkte ze als sportredacteur voor de Los Angeles Times. Later schreef ze voor het Los Angeles Daily News.
Tussen 1991 en 1995 verschenen haar eerste vier boeken, allen misdaadromans. Daarna legde Kingsbury zich toe om romans met een christelijke inslag. Van haar hand verschenen bijna honderd romans. Anno 2024 zijn daar ongeveer 25 miljoen exemplaren van verkocht. Drie Hallmark-films zijn gebaseerd op haar boeken. In een kwart van haar romans speelt de familie-Baxter een centrale rol.
Via haar man Donald Russell kwam Kingsbury in aanraking met het christelijk geloof. Samen kregen zij zes kinderen, waarvan drie geadopteerd zijn.